# Chorbane
Chorbane o Chourbane (àrab: شربان, Xurbān) és una ciutat de Tunísia, a la governació de Mahdia, amb una població aproximada de deu mil habitants. Està situada uns 40 km a l'oest de la ciutat de Mahdia i a uns 20 km de El Djem. És capçalera d'una delegació amb 27.590 habitants.

## Economia
La seva activitat és gairebé exclusivament agrícola, i a tota la zona són abundoses les oliveres.

## Administració
És el centre de la delegació o mutamadiyya homònima, amb codi geogràfic 33 54 (ISO 3166-2:TN-12), dividida en deu sectors o imades:
- Chorbane (33 54 51)
- El Mâati (33 54 52)
- Ech-Chahda Sud (33 54 53)
- Ech-Chahda Est (33 54 54)
- El Gouacem Ouest (33 54 55)
- El Gouacem Est (33 54 56)
- Ech- Charaf (33 54 57)
- El Gradha Ouest (33 54 58)
- El Gradha Est (33 54 59)
- Ouled El Hannachi (33 54 60)

Al mateix temps, forma una municipalitat o baladiyya (codi geogràfic 33 15).